# Cristian Garín
Cristian Ignacio Garín Medone (* 30. Mai 1996 in Santiago) ist ein chilenischer Tennisspieler.

## Karriere
Garín gewann 2013 auf der ITF Junior Tour die French Open mit einem Finalsieg über Alexander Zverev. In der Doppelkonkurrenz erreichte er an der Seite von Nicolás Jarry ebenfalls das Finale, wo sie gegen Kyle Edmund und Frederico Ferreira Silva in zwei Sätzen verloren. In der Junior-Rangliste erreichte er Platz 4.
Im Februar 2013 nahm Garín dann erstmals an einem Turnier der ATP Tour teil. In Viña del Mar erhielt er von der Turnierleitung eine Wildcard und erreichte die zweite Runde, wo er schließlich an Jérémy Chardy scheiterte. Bei den Profis spielte er regelmäßig ab 2014. Von 2014 bis 2016 gewann er acht Turniere im Einzel- und ein Turnier im Doppelwettbewerb auf der ITF Future Tour. Im April 2014 gewann er an der Seite von Nicolás Jarry in Santiago de Chile auch sein erstes Challenger-Turnier. Im Jahr 2015 erreichte er gemeinsam mit seinem Landsmann Juan Carlos Sáez das Doppelfinale von Mailand und Porto Alegre. Im Folgejahr spielte er zwei weitere Doppelfinals auf der Challenger-Tour: in Cortina d’Ampezzo und Montevideo. Er konnte in Lima erstmals im Einzel ein Challenger-Turnier gewinnen, nachdem er vorher höchstens Halbfinals dieser Spielklasse erreicht hatte. Im Jahr 2017 stand er in Wimbledon zum ersten Mal in der Hauptrunde eines Grand-Slam-Turniers, wo er jedoch in der ersten Runde ausschied.
Bis 2018 stagnierte Garíns Leistung auf der Tour, ehe er auf der Challenger Tour sechs Finals erreichte und drei Turniere – in Campinas, Santo Domingo und Lima – gewinnen konnte. Aufgrund dieser guten Leistungen, stieß er in die Top 100 der Tennisweltrangliste vor, wo er sich etablierte.
Im Jahr 2019 spielte er ausschließlich auf der ATP Tour, wo er seine ersten drei Endspiele erreichte. Das erste verlor Garín in São Paulo gegen Guido Pella in zwei Sätzen. Kurz danach gewann er beim Turnier in Houston im April seinen ersten Titel auf der ATP Tour. Im Finale schlug er Casper Ruud mit 7:6, 4:6, 6:3. Einen Monat später folgte der Turniersieg in München. Anfang 2020 gewann er zunächst das Turnier in Córdoba und wenige Wochen später in Rio de Janeiro seinen ersten Titel bei einem ATP-Tour-500-Turnier, als er im Finale Gianluca Mager schlug. Dadurch erreichte er mit dem 18. Rang ein neues Karrierehoch. Nachdem aufgrund der COVID-19-Pandemie eine Turnierpause eingelegt wurde, erreichte Garin im September in Hamburg das Halbfinale, in dem er gegen den Griechen Stefanos Tsitsipas ausschied.
Im Frühjahr 2021 gewann Garín das Einzel in Santiago de Chile. In diesem Jahr erreichte er sowohl bei den French Open als auch in Wimbledon das Achtelfinale.
In der Play-off-Begegnung gegen Italien gab er im September 2012 sein Debüt für die chilenische Davis-Cup-Mannschaft, bei dem er sein Spiel gegen Simone Bolelli in zwei Sätzen verlor. Insgesamt wurde er für 16 Begegnungen nominiert, bei denen er 13 seiner 27 Matches gewinnen konnte.

## Erfolge
| Legende (Anzahl der Siege) |
| Grand Slam                 |
| ATP Finals                 |
| ATP Tour Masters 1000      |
| ATP Tour 500 (1)           |
| ATP Tour 250 (4)           |
| ATP Challenger Tour (7)    |

| Titel nach Belag |
| Hartplatz (0)    |
| Sand (5)         |
| Rasen (0)        |

### Einzel

#### Turniersiege

##### ATP Tour
| Nr. | Datum            | Turnier           | Belag | Finalgegner       | Ergebnis       |
| --- | ---------------- | ----------------- | ----- | ----------------- | -------------- |
| 1.  | 14. April 2019   | Houston           | Sand  | Casper Ruud       | 7:64, 4:6, 6:3 |
| 2.  | 5. Mai 2019      | München           | Sand  | Matteo Berrettini | 6:1, 3:6, 7:61 |
| 3.  | 8. Februar 2020  | Córdoba           | Sand  | Diego Schwartzman | 2:6, 6:4, 6:0  |
| 4.  | 23. Februar 2020 | Rio de Janeiro    | Sand  | Gianluca Mager    | 7:63, 7:5      |
| 5.  | 14. März 2021    | Santiago de Chile | Sand  | Facundo Bagnis    | 6:4, 6:73, 7:5 |

##### ATP Challenger Tour
| Nr. | Datum            | Turnier       | Belag | Finalgegner        | Ergebnis       |
| --- | ---------------- | ------------- | ----- | ------------------ | -------------- |
| 1.  | 30. Oktober 2016 | Lima (1)      | Sand  | Guido Andreozzi    | 3:6, 7:5, 7:63 |
| 2.  | 6. Oktober 2018  | Campinas      | Sand  | Federico Delbonis  | 6:3, 6:4       |
| 3.  | 14. Oktober 2018 | Santo Domingo | Sand  | Federico Delbonis  | 6:4, 5:7, 6:4  |
| 4.  | 27. Oktober 2018 | Lima (2)      | Sand  | Pedro Sousa        | 6:4, 6:4       |
| 5.  | 4. Mai 2025      | Mauthausen    | Sand  | Tomás Barrios Vera | 3:6, 6:1, 6:4  |
| 6.  | 17. Mai 2025     | Oeiras        | Sand  | Mitchell Krueger   | 7:63, 4:6, 6:2 |

#### Finalteilnahmen
| Nr. | Datum        | Turnier   | Belag | Finalgegner | Ergebnis |
| --- | ------------ | --------- | ----- | ----------- | -------- |
| 1.  | 3. März 2019 | São Paulo | Sand  | Guido Pella | 5:7, 3:6 |

### Doppel

#### Turniersiege
| Nr. | Datum          | Turnier           | Belag | Partner       | Finalgegner                           | Ergebnis |
| --- | -------------- | ----------------- | ----- | ------------- | ------------------------------------- | -------- |
| 1.  | 19. April 2014 | Santiago de Chile | Sand  | Nicolás Jarry | Jorge Aguilar Hans Podlipnik-Castillo | kampflos |

## Abschneiden bei Grand-Slam-Turnieren

### Einzel
| Turnier         | 2015 | 2016 | 2017 | 2018 | 2019 | 2020 | 2021 | 2022 | 2023 | 2024 | 2025 | Karriere |
| --------------- | ---- | ---- | ---- | ---- | ---- | ---- | ---- | ---- | ---- | ---- | ---- | -------- |
| Australian Open | —    | —    | —    | —    | 1    | 2    | —    | 3    | 1    | 1    | 2    | 3        |
| French Open     | Q1   | —    | Q1   | Q1   | 2    | 3    | AF   | 3    | —    | Q1   | Q2   | AF       |
| Wimbledon       | —    | —    | 1    | 1    | 1    |      | AF   | VF   | —    | 1    | 2    | VF       |
| US Open         | —    | —    | Q2   | Q1   | 2    | 2    | 2    | 2    | Q1   | Q1   |      | 2        |

Zeichenerklärung: S = Turniersieg; F, HF, VF, AF = Einzug ins Finale / Halbfinale / Viertelfinale / Achtelfinale; 1, 2, 3 = Ausscheiden in der 1. / 2. / 3. Hauptrunde; Q1, Q2, Q3 = Ausscheiden in der 1. / 2. / 3. Qualifikationsrunde; nicht ausgetragen